# Vriesea bahiana
Vriesea bahiana är en gräsväxtart som beskrevs av Elton Martinez Carvalho Leme. Vriesea bahiana ingår i släktet Vriesea och familjen Bromeliaceae. Inga underarter finns listade i Catalogue of Life.